# División de Honor (Schach) 2019
Die División de Honor 2019 war die 25. Saison der División de Honor und gleichzeitig die 63. Spanische Mannschaftsmeisterschaft im Schach. Sie wurde mit acht Mannschaften ausgetragen. Die Mannschaft von Magic Extremadura gewann alle Wettkämpfe und war damit als Meister Nachfolger des Titelverteidigers Sestao Bizkaialde, der seine Mannschaft zurückgezogen hatte. Aus der Primera División waren mit Gros Xake Taldea, CA Collado Villalba und CA GranDama Santa Lucia ausnahmsweise drei Mannschaften aufgestiegen. Während Gros Xake Taldea den Klassenerhalt erreichte, wären Collado Villalba und Santa Lucia rein sportlich direkt wieder abgestiegen. Da jedoch Escola d’Escacs de Barcelona seine Mannschaft zurückzog, erreichte Collado Villalba als bester Absteiger noch den Klassenerhalt.
Zu den Mannschaftskadern der teilnehmenden Vereine siehe Mannschaftskader der División de Honor (Schach) 2019.

## Modus
Die acht teilnehmenden Mannschaften spielten ein einfaches Rundenturnier. Gespielt wurde an sechs Brettern, wobei mindestens eine Frau eingesetzt werden musste. Über die Platzierung entschied zunächst die Zahl der Mannschaftspunkte (zwei Punkte für einen Sieg, ein Punkt für ein Unentschieden, kein Punkt für eine Niederlage) und danach die Anzahl der Brettpunkte (ein Punkt für einen Sieg, ein halber Punkt für ein Remis, kein Punkt für eine Niederlage). Die beiden Letzten stiegen in die Primera División ab.

## Termine und Spielort
Das Turnier wurde vom 30. September bis 6. Oktober in Melilla gespielt.

## Endtabelle
| Pl. | Verein                       | Sp | G | U | V | Mannsch.-P. | Brett-P.  |
| --- | ---------------------------- | -- | - | - | - | ----------- | --------- |
| 01. | Magic Extremadura            | 7  | 7 | 0 | 0 | 14:0        | 29,5:12,5 |
| 02. | Gros Xake Taldea (N)         | 7  | 5 | 0 | 2 | 10:4        | 22,5:19,5 |
| 03. | CAC Beniajan Duochess        | 7  | 4 | 1 | 2 | 9:5         | 23,0:19,0 |
| 04. | C. A. Solvay                 | 7  | 3 | 1 | 3 | 7:7         | 21,5:20,5 |
| 05. | Escola d’Escacs de Barcelona | 7  | 2 | 2 | 3 | 6:8         | 20,5:21,5 |
| 06. | Jaime Casas Monzon           | 7  | 1 | 2 | 4 | 4:10        | 18,5:23,5 |
| 07. | CA Collado Villalba (N)      | 7  | 1 | 1 | 5 | 3:11        | 17,0:25,0 |
| 08. | CA GranDama Santa Lucia (N)  | 7  | 1 | 1 | 5 | 3:11        | 15,5:26,5 |

## Entscheidungen
|     | spanischer Mannschaftsmeister: Magic Extremadura                                                                |
|     | Absteiger in die Primera División: Escola d’Escacs de Barcelona (freiwilliger Rückzug), CA GranDama Santa Lucia |
| (N) | Vorjahresaufsteiger                                                                                             |

## Kreuztabelle
| Ergebnisse | Ergebnisse                   | 01. | 02. | 03. | 04. | 05. | 06. | 07. | 08. |
| ---------- | ---------------------------- | --- | --- | --- | --- | --- | --- | --- | --- |
| 01.        | Magic Extremadura            |     | 4   | 3½  | 4   | 4   | 4   | 5   | 5   |
| 02.        | Gros Xake Taldea             | 2   |     | 3½  | 2   | 4   | 3½  | 3½  | 4   |
| 03.        | CAC Beniajan Duochess        | 2½  | 2½  |     | 4   | 4   | 3   | 3½  | 3½  |
| 04.        | C. A. Solvay                 | 2   | 4   | 2   |     | 3   | 3½  | 2½  | 4½  |
| 05.        | Escola d’Escacs de Barcelona | 2   | 2   | 2   | 3   |     | 3   | 4   | 4½  |
| 06.        | Jaime Casas Monzon           | 2   | 2½  | 3   | 2½  | 3   |     | 3½  | 2   |
| 07.        | CA Collado Villalba          | 1   | 2½  | 2½  | 3½  | 2   | 2½  |     | 3   |
| 08.        | CA GranDama Santa Lucia      | 1   | 2   | 2½  | 1½  | 1½  | 4   | 3   |     |

## Die Meistermannschaft
| 1.            | Magic Extremadura |
| Schachfiguren | Iwan Tscheparinow, Alexander Predke, Jaime Santos Latasa, Manuel Pérez Candelario, Emilio Moreno Tejera, Alina Biwol. |